# 越南民族乐器列表
越南音乐受到多種民族文化影響，如中國的雅樂、儒家音樂、道教音樂、佛教音樂及其演奏方式和樂器，公元10世紀以前，越南發展了一系列打擊和吹奏的民間樂器，如鼓、鑼、鑔、竹琴等。
10世紀至15世紀，在民間音樂的基礎上形成了宮廷音樂，又融合中國宮廷音樂的特徵，越南宮廷音樂起源於今越南中部，受到漢音樂和占婆音樂雙重影響，另外中國一些戲曲唱腔（如潮劇）也傳入越南。
15世紀末至18世紀，越南樂器、樂理、戲曲音樂及說唱音樂等與中國類似，月琴和箏演奏的古雅曲《征婦》、《南哀》等曲的曲譜留存至今，到了19世紀，由於西方列强的殖民，越南開始出現以民歌基調為基礎的新興歌劇和歐式音樂風格，越南現代音樂逐漸萌芽。

## 樂器種類

### 吹奏类
- 笛(Sáo)
- 簫(Tiêu)
- 𥱲匏

### 弹奏类
- 京族獨弦琴
- 越南月琴（英语：đàn nguyệt）
- 越南琵琶
- 越南箏
- 彈三

### 拉奏类
- 彈二

### 打击类
- 銅鼓
- 鐘
- 鈸